# لين غولدمان
لين غولدمان (بالإنجليزية: Lynn Goldman)‏ هي أكاديمية أمريكية، ولدت في 24 أبريل 1951 في غالفستون في الولايات المتحدة.